# Perruche à tête rose
Pour les articles homonymes, voir Tête rose.
Psittacula roseata
Espèce
Statut de conservation UICN

 NT  : Quasi menacé
Statut CITES
La Perruche à tête rose (Psittacula roseata) est une espèce d'oiseaux de la famille des Psittacidae. 
Son aire de répartition s'étend de l'est de l'Himalaya au sud  de la Chine et à travers l'Indochine. Se rencontrant en petites troupes ou par familles se faufilant dans les arbres, cette perruche dort en groupe et se nourrit de graines, de noix et de fleurs.